# Assurance-groupe
Une assurance collective ou assurance-groupe est un système d'assurance ouvert à tous les membres d'une même collectivité (ex : employés d'une entreprise ou d'une institution, membres d'une profession, emprunteurs d'une banque...). 

## Bénéficiaires
Un tel contrat s'applique de façon obligatoire ou facultative, ou dans certains cas, selon un système optionnel de souscription réservé aux membres du groupe.

## Modalités
Le contrat d'assurance de groupe est défini par l'article L.141-1 du Code des Assurances. Ces garanties sont complémentaires aux prestations servies par la Sécurité Sociale : Frais de santé ou mutuelle, Prévoyance, Retraite.
Le contrat est composé d'un ensemble de prestations communes ou base ou socle du groupe désigné. Il existe deux types de contrats : 
- Le contrat collectif dit obligatoire sur lequel l'employeur intervient au titre d'une contribution financière et qui donne droit à des avantages fiscaux et sociaux
- Le contrat collectif dit facultatif dont la totalité de la cotisation est à la charge de l'affilié.

Compte tenu du fait qu'il s'agit dans les deux cas de contrat collectif, les garanties sont les mêmes pour tous et elles ne sont pas modulables.  
Dans le cadre du contrat collectif obligatoire, tous les salariés désignés sont tenus d'adhérer, sauf demande de dispense légale. Plusieurs structures légales de cotisations existent telles que unique, isolé, famille pour les plus utilisées. 
Le souscripteur du contrat, l'employeur, peut avoir négocié avec l'assureur un niveau facultatif ou renfort. Seuls les affiliés intéressés y souscrivent et il ne peut pas y avoir de participation financière de l'employeur sur ce type de garanties. Néanmoins, un comité d'entreprise peut souscrire au bénéfice des salariés un contrat collectif dit facultatif. C'est un ensemble de garanties auxquelles souscrivent les salariés de l'entreprise de façon volontaire. Le comité d'entreprise ne peut pas se substituer à l'employeur en mettant en place une participation financière. Plusieurs contrats facultatifs peuvent coexister dans la même entreprise.
Les tarifs, étant négociés pour toute une population, sont souvent plus favorables que sur  des contrats individuels. 
La mise en place d’un régime de protection sociale complémentaire  dans une entreprise peut être envisagée selon trois procédures distinctes :
- la ratification d’une convention collective ou d’un accord collectif  par l’employeur et les organisations syndicales représentatives du personnel. L'accord collectif interne à l'entreprise sera formalisé et déposé à la direction départementale du travail. En aucun cas les niveaux des garanties mis en place devront être inférieures à ceux imposés par la convention collective nationale en vigueur dans l'entreprise, s'il en existe une ;
- la ratification d’un projet de garanties collectives par voie référendaire. Le résultat sera également transmis à la direction départementale du travail ;
- une décision unilatérale de l’employeur, est un acte juridique interne constatée dans par un écrit selon un certain formalisme et remis par celui-ci à chaque collaborateur du collège concerné.

La circulaire n° DSS/5B/2009/32 du 30 janvier 2009 fixe les procédures de fonctionnement des contrats collectifs et apporte des précisions sur les modalités d'assujettissement aux cotisations de sécurité sociale, à la CSG et à la CRDS des contributions des employeurs au financement de prestations de retraite supplémentaire et de prévoyance complémentaire. 
Le recours à un organisme d'assurance pour la mise en œuvre du régime collectif de prévoyance est imposé par la Loi n° 89-1009 du 31 décembre 1989, dite Loi Evin.

## Avantages
Le contrat collectif obligatoire est un outil de motivation et de gestion de la relation humaine de par les avantages sociaux et fiscaux qu'il procure aux employés qui en bénéficient. 
La cotisation est prélevée sur le salaire et le détail de la part employeur et de la part salariale apparait clairement sur le bulletin de salaire. Ces cotisations ne donnent pas lieu à prélèvement des cotisations patronales et salariales et la participation de l'employeur n'est pas considérée comme un avantage en nature. 
Pour l'employeur une augmentation de salaire équivalente à une participation sur un contrat collectif pèsera plus lourd. Pour le salarié, il en est de même : l'augmentation de salaire sera soumise aux prélèvements et à l'impôt sur le revenu.